# Ochotona thomasi
Thỏ cộc Thomas (Ochotona thomasi) là một loài động vật có vú thuộc Họ Ochotona của Bộ Thỏ. Bộ lông ở phần thân trên của nó có màu nâu đỏ vào mùa hè, và màu xám vào mùa đông. Chúng là loài hầu như ăn cỏ bị đe dọa bởi sự mất môi trường sống, và được tìm thấy trên các đỉnh núi bị cô lập ở phía đông dãy núi Qilian ở Thanh Hải, Cam Túc và tây bắc Tứ Xuyên ở Trung Quốc. Liên minh Bảo tồn Thiên nhiên Quốc tế đánh giá loài này là "chưa được biết đến nhiều" vào năm 1994, "gần như bị đe dọa" vào năm 1996, và "ít quan tâm" năm 2008. Loài này được Argyropulo mô tả năm 1948.